# Dioncomena
Dioncomena is een geslacht van rechtvleugeligen uit de familie sabelsprinkhanen (Tettigoniidae). De wetenschappelijke naam van dit geslacht is voor het eerst geldig gepubliceerd in 1878 door Brunner von Wattenwyl.

## Soorten
Het geslacht Dioncomena omvat de volgende soorten:
- Dioncomena bulla Ragge, 1980
- Dioncomena grandis Ragge, 1980
- Dioncomena jagoi Ragge, 1980
- Dioncomena nitens Ragge, 1980
- Dioncomena ornata Brunner von Wattenwyl, 1878
- Dioncomena tanneri Ragge, 1980
- Dioncomena zernyi Ragge, 1980